# کلاس یان هونتلار
درک یان کلاس «کلاس-یان» هونتلار (هلندی: Dirk Jan Klaas "Klaas-Jan" Huntelaar؛ زادهٔ ۱۲ اوت ۱۹۸۳) بازیکن فوتبال اهل هلند است.
یک مهاجم نوک تمام عیار که بهترین دوران فوتبالش را در شالکه سپری کرد. هونتلار محصول آکادمی آیندهوون بود و در هیرنوین مطرح شد. آژاکس او را به فوتبال اروپا معرفی کرد و پس از دوران کوتاه در رئال مادرید و میلان سال ۲۰۱۰ به شالکه پیوست. در واقع شالکه هونتلار را مطرح نکرد، اما دوران ناموفق در اسپانیا و ایتالیا را در آلمان به دست فراموشی سپرد و احیا شد و تا سال ۲۰۱۷ هم در ترکیب این تیم حضور داشت. کلاس یان هونتلار پس از هفت سال حضور در باشگاه شالکه، به تیم سابقش یعنی آژاکس بازگشت. او در این هفت سال به دومین گلزن برتر باشگاه شالکه تبدیل شد.
هونتلار در سال ۲۰۰۶ به عنوان بهترین بازیکن سال هلند انتخاب شد و عضوی از تیم هلند بود که در همان سال قهرمان جام یوفا زیر ۲۱ سال شد. در آن رقابت‌ها به عنوان بهترین گلزن شناخته شد و جایزه بهترین بازیکن را دریافت کرد. او بهترین گلزن تاریخ تیم ملی زیر ۲۱ سال هلند با رکورد ۱۸ گل در ۲۳ بازی است.
به گزارش وبسایت آماری اوپتا، هونتلار طی سال‌های ۲۰۱۰ تا ۲۰۱۷ در ۱۷۵ بازی بوندس لیگایی برای باشگاه شالکه ۸۲ گل به ثمر رساند. تنها کلاوس فیشر با ۱۸۲ گل بوندس لیگایی آماری بهتر از هونتلار در شالکه دارد. دو فصل آخر حضور او در شالکه با مصدومیت‌های پی در پی همراه بود و همین امر پایان کار او را با شالکه رقم زد. او تسلیم نشد و برای برگشتن به سطح ایده‌ال خود در آژاکس تلاش زیادی کرد و موفق هم شد. او در ژانویه۲۰۲۱ برای نجات شالکه از سقوط، دوباره به بوندس لیگا بازگشت. او در ۲۰۲۱/۰۹/۱۶ از دنیای فوتبال خداحافظی کرد.
از دیدگاه بسیاری از کارشناسان و مربیان مطرح جهان از جمله لوئیس فان خال، هونتلار با قدرت تمام کنندگی بالا، بهترین مهاجم جهان در داخل محوطه جریمه است.
یکی از بزرگ‌ترین اشتباهات هونتلار بعد از درخشش در آژاکس و قصد ترک این تیم ، انتخاب رئال مادرید برای ادامه بازی بود. فصلی که یکی از بدترین فصول یکی از قدرت‌های فوتبال اسپانیا و جهان بود و کسب نتایج ضعیف و درهم ریختگی باشگاه و نیمکت نشینی هونتلار باعث افت شدید و تغییر مسیر زندگی حرفه ای وی شد.

## باشگاهی
او در تیم‌های آیندهوون، آژاکس، رئال مادرید، میلان و شالکه بازی کرد. موفق‌ترین دوران باشگاهی وی در شالکه و به عنوان کاپیتان رقم خورد.
بعد از احیا دوباره در شالکه ۰۴ , در فصل ۲۰۱۲_۲۰۱۱ با ثبت ۲۹ گل آقای گل فصل بوندس لیگا لقب گرفت. پس از کسب عنوان آقای گلی بوندس لیگا و درخشش خیره کننده در مسابقات لیگ قهرمانان اروپا، از دیدگاه برخی مجلات و خبرگزاری‌های مطرح جهان، بدون در نظر گرفتن مسی و رونالدو، هونتلار برترین مهاجم جهان در فصل فوق بود.

## تیم ملی
او ۷۶ بازی ملی هم برای تیم ملی فوتبال هلند انجام داده‌است.
او در تیم ملی هلند درخشید و سومین گلزن برتر هلند پس از فن‌پرسی و دی‌پای است. او هیچوقت نتوانست خود را مانند رابین فن پرسی در تیم ملی هلند اثبات کند.